# May Wood Simons
May Wood Simons (* 10. Mai 1876 in Baraboo, Wisconsin; † 3. Dezember 1948 in New Martinsville, West Virginia) war eine amerikanische Autorin, Übersetzerin, Lehrerin und Sozialistin. Sie war die Frau von Algie Martin Simons.
Ihre Schriften werden bei der Wisconsin Historical Society aufbewahrt.
Wood Simons hat die Idee für einen Internationalen Frauentag an die Zweite Internationale Sozialistische Frauenkonferenz am 27. August 1910 in Kopenhagen mitgebracht.

## Schriften
- Woman and the social problem. Kerr, Chicago (englisch, c. 1900).
- Everyday problems in economics. American technical society, Chicago 1945 (englisch).

Übersetzungen
- Wilhelm Liebknecht: Socialism, what it is and what it seeks to accomplish. 1897 (englisch).
- Karl Kautsky: Frederick Engels. His life, his work and his writings. 1899 (englisch).
- Karl Kautsky: The social revolution. C. H. Kerr, Chicago 1916 (englisch).